# Physocephala wulpi
Physocephala wulpi är en tvåvingeart som beskrevs av Camras 1996. Physocephala wulpi ingår i släktet Physocephala och familjen stekelflugor. Inga underarter finns listade i Catalogue of Life.